# اوبرژ دو کاستیل
اوبرژ دو کاستیل (مالتی: Berġa ta' Kastilja) یک مهمانسرا در والتا، مالت است که اکنون دفتر نخست‌وزیر مالت را در خود جای داده‌است. این مکان در بالاترین نقطه والتا قرار گرفته و مشرف به فلوریانا و منطقه بندر بزرگ است.
این بنا به سبک باروک و با حکم مانوئل پینتو دا فونسکا در دهه ۱۷۴۰ ساخته شد، این ساختمان جایگزین ساختمانی که در سال ۱۵۷۴ برای اسکان شوالیه‌های دارای نشان «شوالیه‌های مهمان‌نواز» از دست پادشاهی کاستیا، پادشاهی لئون و پادشاهی پرتغال استفاده می‌شد، ساخته شد. نام کاستیل(Castille) (یا به مالتیایی Kastilja) اغلب به عنوان کنایه برای اشاره به نخست‌وزیر و دفتر او استفاده می‌شود، همان‌طور که کاخ سفید برای اشاره به دفتر اجرایی رئیس‌جمهور ایالات متحده استفاده می‌شود.

## تاریخچه

### طرح اولیه
اوبرژ دو کاستیل در سالهای ۱۵۷۳–۱۵۷۴ به طراحی معمار جیرولامو کسار ساخته شد. مهمانسرای اصلی، که نقش اوبرژ د کاستیل و پرتغال در بیرگو، پایتخت سابق را به عهده گرفت، به سبک مانیریست ساخته شد و از آن به عنوان ابتکاری‌ترین طرح مهمانسرا یاد می‌شد. ساختمان یک طبقه داشت و ستوان‌های چوبی نمای آن را به ۱۱ بخش تفسیم کرده بودند. طرح مهمانسرا از نقاشی اواخر قرن هفدهم و نقاشی اوایل قرن هجدهم الهام گرفته شده بود.
اوبرژ دو کاستیل بین سالهای ۱۷۴۱ تا ۱۷۴۴، در زمان مانوئل پینتو دا فونسکا، به سبک باروک اسپانیایی برچیده و دوباره ساخته شد. ساختمان جدید با طرح‌های آندره آ بلی ساخته شد و نظارت بر ساخت و ساز برعهده دومنیکو کاشیا بود. برخی از تغییرات، از جمله بزرگ شدن در اصلی، در سال ۱۷۹۱ انجام شد.

### اشغال فرانسه و حاکمیت انگلیس

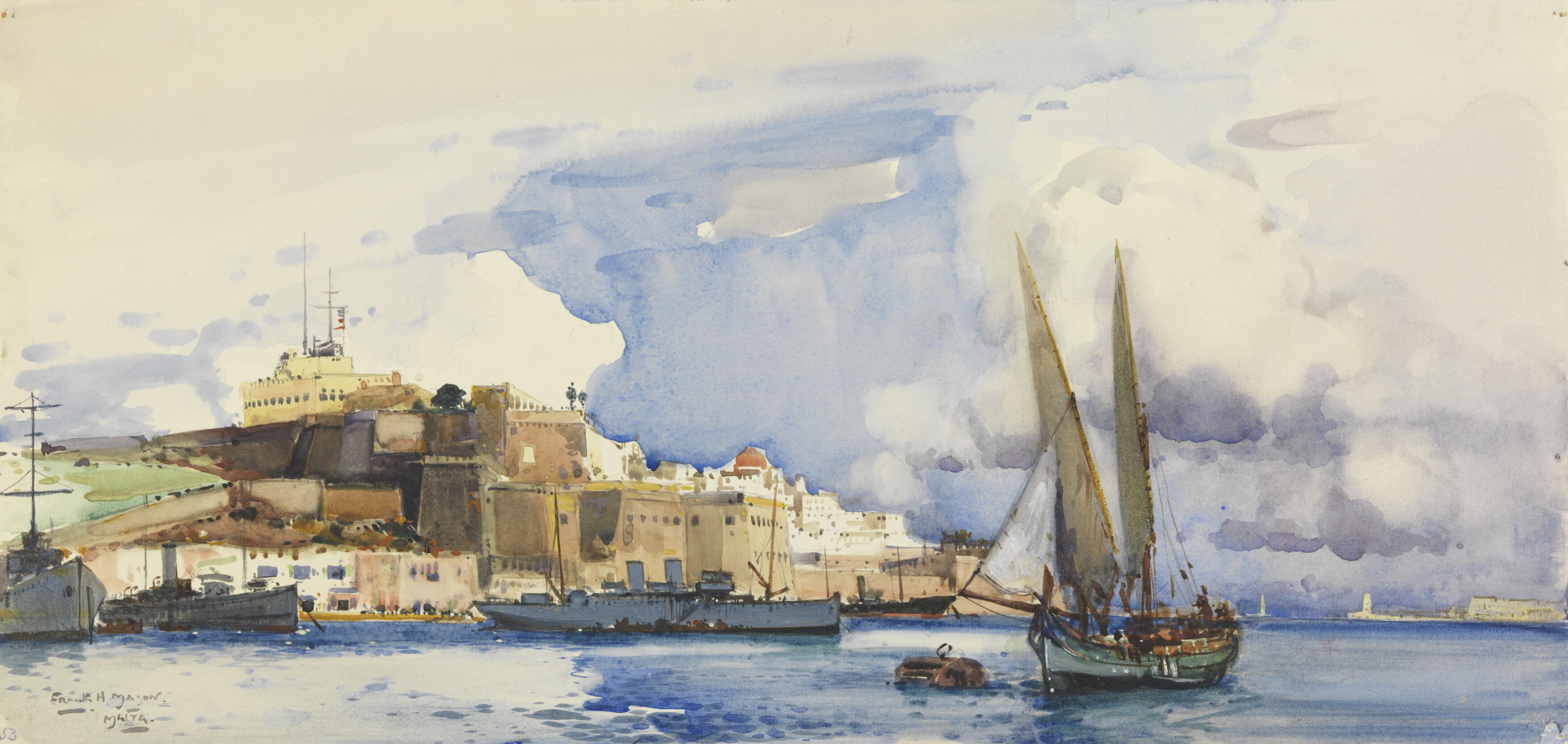
نمایی از بندرگاه بزرگ در جنگ جهانی اول، اوبرژ دو کاستیل در سمت چپ قابل مشاهده است.

با دستور سنت جان، مالت توسط فرانسه در سال ۱۷۹۸ اشغال شد. این ساختمان متعاقباً به ستادی برای نیروهای فرانسوی تبدیل شد و بعداً کمیسیون مالکیت ملی در آن مستقر شد. در جریان حصر مالت ۱۸۰۰-۱۷۹۸ این ساختمان آسیب دید.
پس از آنکه مالت به کشور تحت‌الحمایه انگلیس تبدیل شد، در سال ۱۸۰۵ این ساختمان به مقر نیروهای مسلح انگلیس در مالت تبدیل شد. همچنین به عنوان محل اقامت افسران انگلیسی نیز مورد استفاده قرار گرفت. در سال ۱۸۱۴، یک گروه معلول از ارتش مصر در این ساختمان اسکان یافتند. در سال ۱۸۴۰ یک عبادتگاه پروتستان در یکی از اتاق‌های طبقه اول افتتاح شد. در سال ۱۸۸۹ یک ایستگاه سیگنالینگ برای برقراری ارتباط با کشتی‌های جنگی ناوگان مدیترانه ای که در بندرگاه بزرگ لنگر انداخته بودند، روی سقف نصب شد که به برج کاستیل معروف شد.
شاهزاده خانم وقت، که هم‌اکنون ملکه الیزابت دوم است، هنگامی که در اوبرژ دو کاستیل اسکان داده شد، با انجمن سربازان، ملوانان (SSAFA) دیدار کرد.
در سال ۱۹۴۲، در طول جنگ جهانی دوم، سمت راست این ساختمان در اثر بمباران هوایی آسیب دید. قسمت‌های آسیب دیده بعداً برداشته و ترمیم شد. این ساختمان همچنین به عنوان ستاد عمومی ارتش برای مالت و لیبی و همچنین برای قبرس پس از سال ۱۹۵۴ مورد استفاده قرار گرفت.

### مالت مستقل

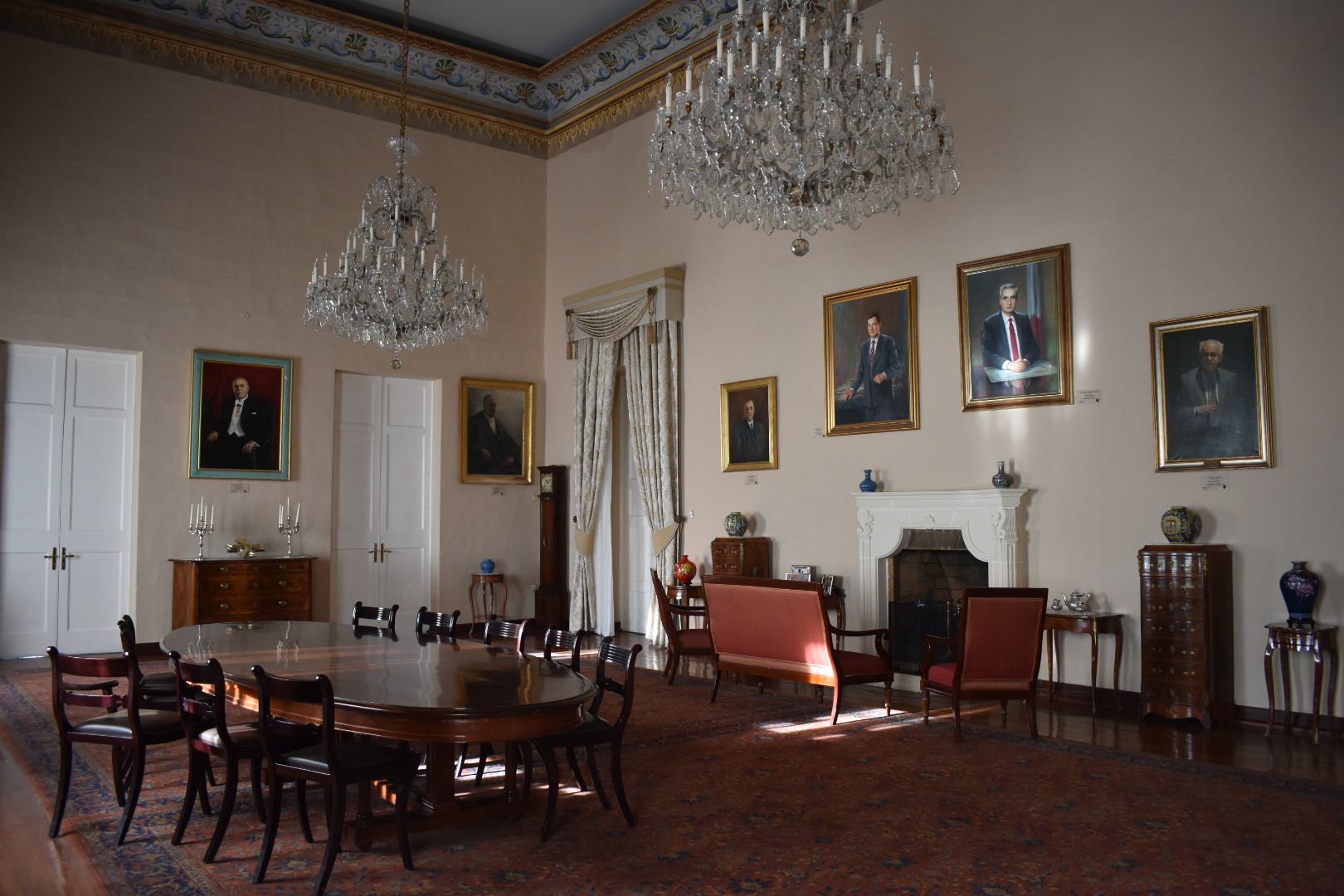
اتاق جلسه کابینه در طبقه اول؛ صندلی غیرهمتراز (چپ) محلی است که نخست‌وزیر در آن می‌نشیند.

در ۴ مارس ۱۹۷۲، دفتر نخست‌وزیر مالت از Auberge d'Aragon به اوبرژ دو کاستیل منتقل شد. نخست‌وزیر هدایت دولت را از اوبرژ دو کاستیل انجام می‌دهد، و نام کاستیل (یا به زبان مالتیایی Kastilja) اغلب به عنوان یک کنایه برای ارجاع به نخست‌وزیر و دفتر او استفاده می‌شود.
با گذشت سال‌ها، برخی از سنگ‌تراشی‌ها در هم ریخته و نمای آن سیاه شد. این ساختمان بین سالهای ۲۰۰۹ تا ۲۰۱۴ مرمت شده‌است.
این ساختمان به همراه چند ساختمان دیگر در والتا در فهرست آثار باستانی سال ۱۹۲۵ قرار گرفت. این ساختمان اکنون توسط سازمان محیط زیست و برنامه‌ریزی مالت به عنوان یک بنای ملی درجه ۱ انتخاب شده‌است و همچنین در فهرست موجودی ملی اموال فرهنگی جزایر مالت ثبت شده‌است.

## معماری

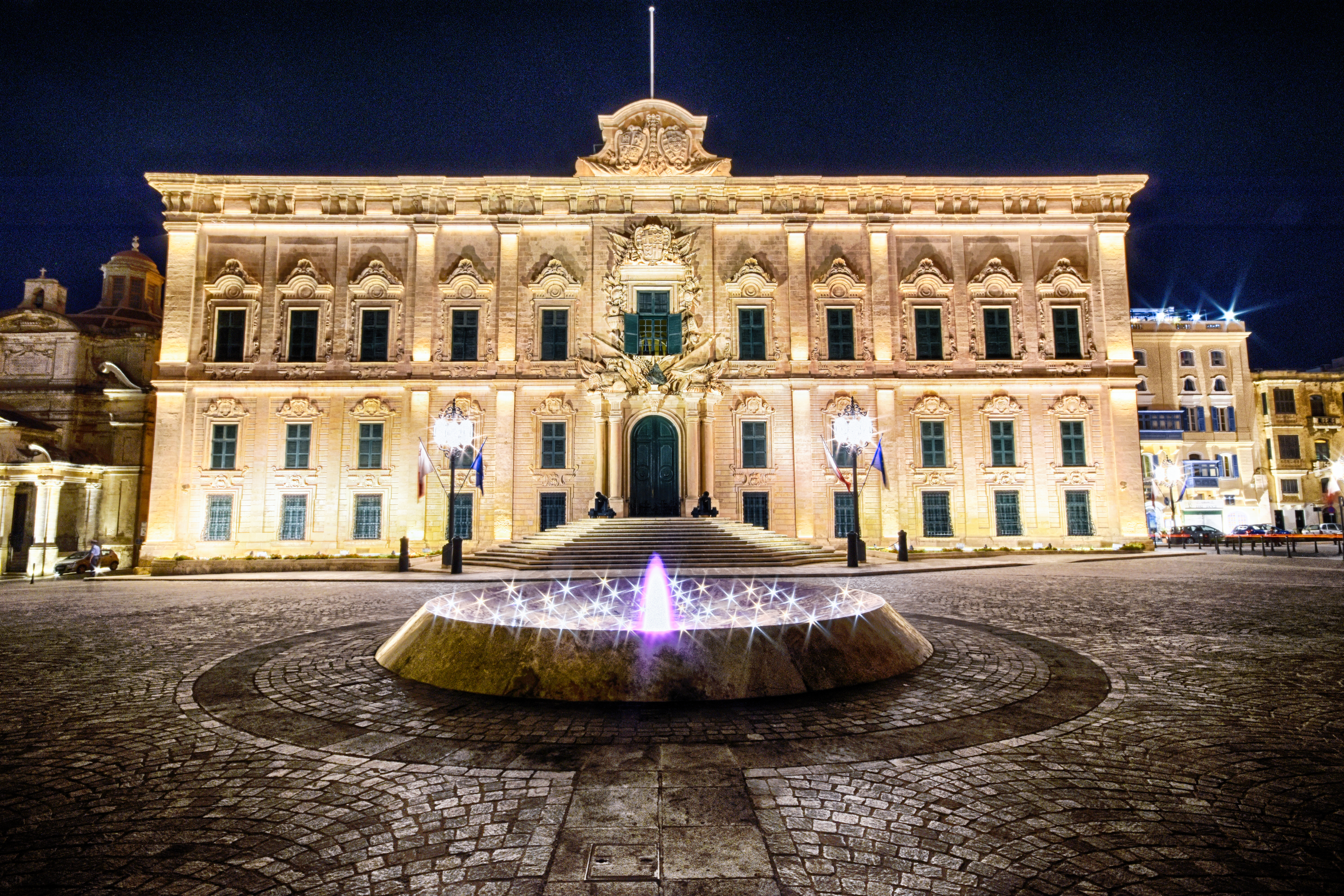
اوبرژ دو کاستیل در شب

اوبرژ دو کاستیل به سبک باروک ساخته شده‌است. این ساختمان دارای دو طبقه با نقشه مستطیل شکل و یک حیاط مرکزی است. نمای آن به یازده جناح توسط ستونهای باریکی تقسیم شده‌است. پنجره‌های تزئین شده در نمای فرورفتگی تنظیم شده اند. این ساختمان دارای کرنیس ادامه‌دار است و گوشه‌های آن به سبک روستیک تزیین شده‌است.
این بنا «احتمالاً بهترین ساختمان در مالت» نامیده شده‌است. نمای خارجی و داخلی، به ویژه نمای تزئین شده و پله‌های منتهی به در ورودی، به گونه ای طراحی شده‌اند که بسیار باشکوه هستند.
اوبرژ دو کاستیل از طریق یک پناهگاه زیرزمینی حمله هوایی مربوط به دوران جنگ جهانی دوم به ساختمان Auberge d'Italie در آن سوی خیابان بازرگانان متصل می‌شود.

## سکه‌های یادبود
اوبرژ دو کاستیل بر روی دو سکه یادبود در سال ۲۰۰۸ توسط بانک مرکزی مالت به تصویر کشیده شد. سکه نشان سردر ساختمان در یک سمت و نشان ملی مالت را در سمت دیگر داشت.

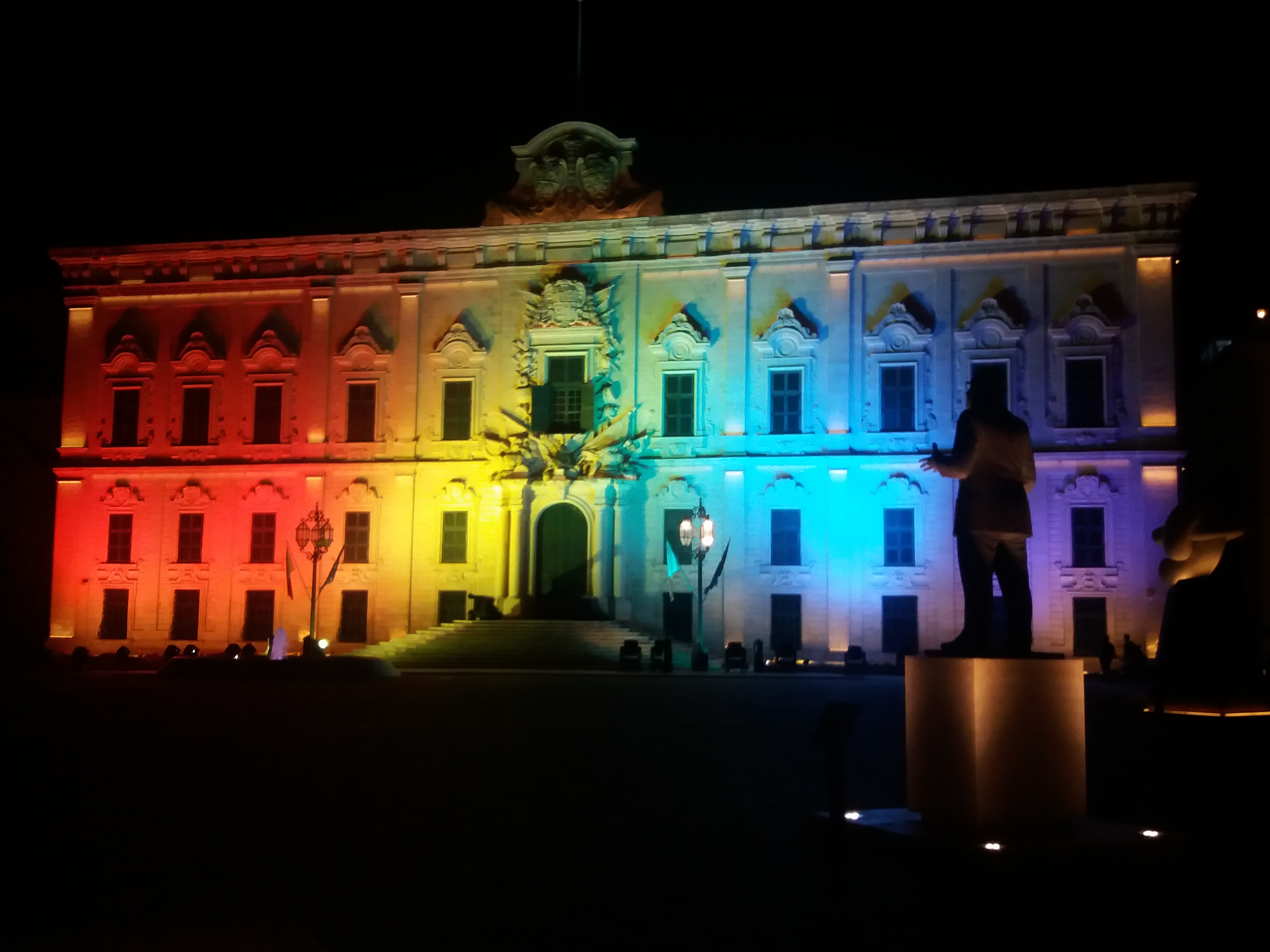
اوبرژ دو کاستیل به رنگ های پرجم رنگین کمان تزیین شده است.